# Richárd Tóth
Richárd Tóth (ur. 5 października 1996) − węgierski bokser kategorii lekkopółśredniej, medalista młodzieżowych mistrzostw Europy z 2014.

## Kariera amatorska
W kwietniu 2014 był uczestnikiem młodzieżowych mistrzostw świata w Sofii. W kategorii lekkopółśredniej (do 64 kg) odpadł w ćwierćfinale, w którym przegrał z Ukraińcem Wiktorem Petrowem. W sierpniu 2014 był uczestnikiem młodzieżowych igrzysk olimpijskich w Nankin. Udział zakończył na ćwierćfinale. W październiku 2014 zdobył brązowy medal na młodzieżowych mistrzostwach Europy. W półfinale przegrał z Włochem Vincenzo Arecchią.